# Sherlock Holmes – głos terroru

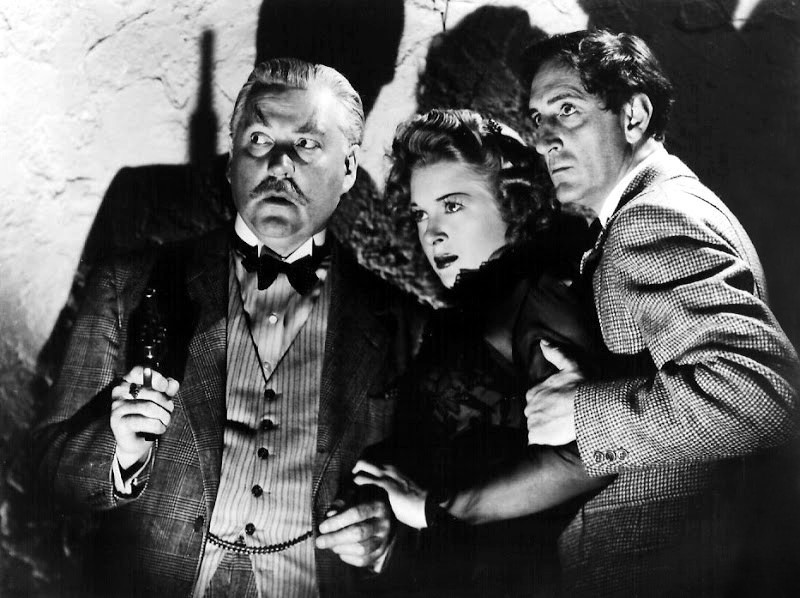
Nigel Bruce, Evelyn Ankers i Basil Rathbone w Sherlocku Holmesie – głosie terroru (1942)

Sherlock Holmes – głos terroru (ang. Sherlock Holmes and the Voice of Terror) – amerykański film typu mystery z 1942 roku w reżyserii Johna Rawlinsa na podst. opowiadania Jego ostatni ukłon Arthura Conana Doyle’a i działalności Lorda Hau-Hau.
Trzeci z czternastu filmów z Basilem Rathbone’em jako Sherlockiem Holmesem i Nigelem Bruce’em jako doktorem Johnem Watsonem. Pierwszy film z serii, którą od tej pory tworzyło Universal Pictures i pierwszy, którego akcja rozgrywa się w czasach współczesnych.

## Obsada
- Basil Rathbone – Sherlock Holmes
- Nigel Bruce – dr. John H. Watson
- Evelyn Ankers – Kitty
- Reginald Denny – Sir Evan Barham / Heinrich von Bork / Głos Terroru
- Thomas Gomez – R.F. Meade
- Henry Daniell – Anthony Lloyd
- Montagu Love – generał Jerome Lawford
- Hillary Brooke – Jill Grandis
- Mary Gordon – pani Hudson
- Arthur Blake – Crosbie
- Leyland Hodgson – kapitan Roland Shore
- Olaf Hytten – admirał Sir John Prentiss
- Harry Stubbs – taksówkarz
- Harry Cording – Camberwell
- Rudolph Anders as Schieler
- Donald Stuart – Grady
- Leslie Denison – londyński policjant
- Robert Barron – Gavin
- Alec Harford – londyński policjant
- John Rogers – Duggan